# زورخانه سنگتراش‌ها
زورخانه سنگتراش‌ها زورخانه‌ای قدیمی در شهر کرمانشاه است که در آن ورزش زورخانه‌ای انجام می‌شود. این زورخانه در بهمن ۱۳۹۸ فهرست آثار ملی ایران به ثبت رسیده‌است.
 زورخانۀ سنگ‌تراش‌ها قدیمی‌ترین زورخانۀ استان کرمانشاه و یکی از قدیمی‌ترین زورخانه‌های ایران و کردستان است.

## موقعیت
زورخانه سنگتراش‌ها در شهر کرمانشاه، خيابان مدرس در گذر سنگتراش‌ها و نعلبندخانه واقع در انتهای بازار زرگرها و جنب کاروانسرای شاه عباسی قرار دارد.

## تاریخچه
بنیانگذار زورخانۀ سنگ تراش‌ها مشخص نیست. براساس روایت‌های نقل شده، اين محل در ابتدا آب‌انبار بوده‌است. گفته می‌شود که آب‌انبار پس از مدتی خشک شده و مکان آن به عنوان زندان مورد استفاده قرار می‌گیرد. زندانیان در زندان شروع به ورزش می‌کنند و چون بنا داخل بازار و بافت شهر بوده، مردم اعتراض کرده و خواهان انتقال زندان به خارج از شهر می‌شوند و در نتیجه این بنا به زورخانه تبدیل می‌شود.
قدمت اثر مربوط به دوره قاجار، مالکیت اثر خصوصی و متعلق به وراث مرشدی به نام خوش‌اندام است و هم‌اکنون توسط پسران مرشد حسن خوش‌اندام اداره می‌شود.

## معماری زورخانه
زورخانۀ سنگ‌تراش‌ها ویژگی‌های اصلی معماری و ساختمان زورخانه‌های قدیم را داراست و شکل و معماری قديم زورخانه‌ها کماکان حفظ شده‌است. فضای زورخانه پايين‌تر از سطح زمين ساخته شده و سردر ورودي آن کوتاه است. پله‌هایی کوچک از سنگ يا آجر راهرو تنگ و باريک آن را به پاگرد سردم (محل مخصوص مرشد) وصل می‌کند. گود زورخانه به شکل هشت ضلعی کشیده به عمق حدود يک متر در وسط زورخانه قرار دارد. در قديم کف گود را با بوته‌های صحرایی، قشری از خاکستر و خاک رس مستور می‌پوشاندند تا مناسب ورزش کشتی باشد. به مرور زمان تغييرات اندکی در ساختمان زورخانه لحاظ شده‌است، کف گود با سیمان پوشانده شده و کمدهای چوبی و جارختی در آن نصب شده‌است.

## پهلوانان
زورخانۀ سنگ‌تراش‌ها محل ورزش کردن افرادی همچون حسین گلزار، یارمحمدخان کرمانشاهی و حسین‌خان امیربرق بوده‌است.